# Vittorio Amedeo Didier
Vittorio Amedeo Didier, conte della Motta (Venaria Reale, 1º maggio 1730 – Torino, 18 novembre 1808), è stato un letterato italiano del Regno di Sardegna.
Senatore, commendatore dell'Ordine dei Santi Maurizio e Lazzaro, consigliere regio, censore, infine sottorettore dell'Università di Torino, è considerato il principale compilatore delle Costituzioni Universitarie del 1772. 

## Biografia
Nacque nel Palazzo Reale della Venaria del quale suo padre, Barthélemy Didier originario di Saint Jean de Maurienne (Savoia), era capitano
La sua formazione era prevalentemente retorica, oratoria e giuridica. Nel 1751 seguiva i corsi di letteratura con Guenzi, che insegnava retorica e del Chiolo eloquenza latina. Frequentò con profitto le loro lezioni ed ebbe modo di farsi conoscere con dei discorsi oratori e delle poesie in latino e in italiano.
Si laureò in diritto civile e canonico, nel 1753, e otto anni dopo divenne censore dell'università, riformatore e consigliere regio l'11 aprile 1777. Il 14 agosto 1791 ottenne, per acquisto, il feudo e la giurisdizione della Motta, situato a San Pietro Mosezzo, del quale venne creato conte. 
Nel 1752 si era sposato a Torino con Rosalia Bartolomea Cavalleri di Rivarossa, dama di camera dei principini della duchessa di Savoia e alloggiava nel Palazzo Reale di Torino. Sua figlia Teresa ereditò la passione del padre per la letteratura e fu Accademica fossanese e poetessa.
La sua opera principale fu la redazione delle Costituzioni universitarie del 1772 che regolavano l'Università di Torino e gli studi. Le redasse in 17 titoli o parti, nelle quali veniva abolita la carica di avvocato fiscale, da lui stesso ricoperta, si istituiva un Consiglio della riforma a Chambéry, si introduceva l'obbligo, per gli aspiranti ai gradi accademici delle facoltà superiori, di fare studi nell'Università, e quelli delle scuole inferiori sotto professori e maestri approvati. Veniva concesso il privilegio, ai giovani nati di là dai monti e colli, di studiare per tre anni in patria la teologia, la giurisprudenza e la medicina ma sotto l'insegnamento di persone designate dal magistrato. Si concedeva agli stessi, nel titolo sesto, di sostenere l'esame di magistero nelle loro province. Nel titolo nono si richiedeva agli studenti di chirurgia la conoscenza del latino, fissando la durata del loro corso in cinque anni. Ai dottori si faceva obbligo, se aspiravano ad essere aggregati al Collegio, di sostenere l'esame prescritto.
L'impianto di queste Costituzioni, con poche modifiche dettate da ragioni politiche, rimase lo stesso sotto l'occupazione francese e con la Restaurazione, garantendo il funzionamento del sistema scolastico e dell'ateneo. Napoleone Bonaparte le apprezzò, nonostante fossero il prodotto del riformismo illuminista e non di una riforma repubblicana, suggerendo al suo direttore generale dell'istruzione pubblica, Antoine-Francois de Fourcroy, di considerarle per gli studi in Francia
Terminato lo sforzo redazionale restò in carica come Censore nell'Università e insieme al suo amico, il professore Giuseppe Antonio Eandi, cercò il modo di migliorare gli studi di filosofia e teologia nelle provincie. Eandi era per stampare i trattati mentre Vittorio Amedeo Didier preferiva la vecchia scuola della dettatura. L'epilogo nel 1792, quando finalmente Eandi venne incaricato di scrivere i trattati che vennero stampati. L'anno stesso, in novembre, l'Università venne chiusa, secondo quanto Vittorio Amedeo Didier aveva proposto al Re, visti i precedenti disordini e la guerra con la Francia.
Segretario dell'Università, nel 1798 venne chiamato a far parte del Conséil, istituzione sostitutiva del Magistrato della Riforma al quale l'Ateneo era sottoposto ai tempi dell'Ancien Régime.
Inviso al Cavallo e al Baudisson, membri del Governo repubblicano, il 22 gennaio 1799 si vide licenziare dalla carica di censore, in quanto non godeva della fiducia della Nazione. 
Nuovamente mutata la situazione politica, con l'avvento di Napoleone ad Imperatore, il 30 settembre 1805 (8 vendemmiaio anno 14) arrivò la nomina a Sottorettore con Prospero Balbo nella carica di Rettore. 
Ammalato e colpito da varie disgrazie morì in carica, a Torino, il 18 novembre 1808. Nella sua giovinezza aveva ottenuto il favore dei principi e l'amicizia dei grandi: poté dire :"Principibus placisse viris non ultima laus est".

## Opere
- Vittorio Amedeo Didier, Victorius Amedeus Didier e Venatoria Regis Villa ad honestæ missionis gradum anno 1750. calendis Junii hora 5. pomer, Torino, ex typographia Philippi Antonii Campanæ, 1750.
- Vittorio Amedeo Didier, Per la venuta alla Veneria delle altezze reali di Vittorio Amedeo duca di Savoja, e Maria Antonia Ferdinanda infanta di Spagna dopo le loro faustissime nozze, Torino, Stamp. Reale, 1750.